# Académie agricole nationale de Koursk

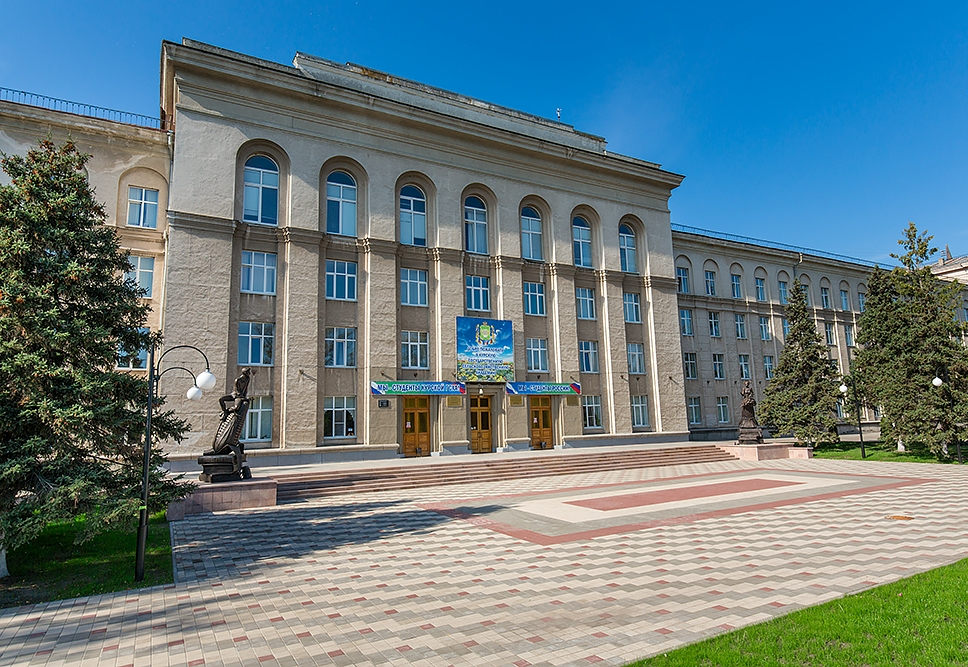
Façade de l'académie.

L'académie agricole d'État de Koursk est un établissement d'enseignement supérieur agricole situé à Koursk en Russie. Elle a été fondée en 1951 sous le nom d'institut agricole de Koursk. C'est l'un des établissements d'enseignement agricole parmi les plus importants de la région des terres noires de Russie centrale.
Elle porte le nom du biologiste Ilia Ivanov (1870-1932). Son recteur est le professeur Vladimir Semykine.

## Histoire
L'institut prend la suite d'une école supérieure d'agriculture fondée au milieu du XIXe siècle. L'institut actuel est fondé par un décret du conseil des ministres de l'URSS du 15 mai 1951, n° 1618. Il comprenait à l'origine trois facultés : la faculté d'agronomie, celle de mécanisation agricole et celle de l'hydrobonification. Il démarre avec 275 étudiants, dans un village du nom de Marino. Mais bientôt il est décidé de le déménager dans le centre-ville de Koursk. Pendant la construction des nouveaux bâtiments, les cours sont suivis à l'institut agricole de Voronej. Le nouvel institut de Koursk est inauguré en 1956. L'établissement prend son nom actuel en 1994.

## Aujourd'hui
L'académie accueille en 2008 un contingent de 4 027 étudiants (et plus de 3 500 étudiants en cours par correspondance), enseignés par 429 membres du corps enseignant, dont 48 professeurs d'État. 

## Facultés
L'académie dispose des facultés suivantes :
- Agrotechnologie
- Enseignement spécialisé
- Enseignement moyen professionnel
- Ingénierie
- Zoo-ingénierie
- Médecine vétérinaire
- Cours par correspondance